# Georgina
Georgina (auch Georgine) ist ein weiblicher Vorname und neben Georgia eine weibliche Variante des Namens Georg. Es existieren auch die Kurzformen Georgi oder Georgie.
Georgina kommt aus dem Griechischen und steht für „die Bäurerin“, stammend vom altgriechischen georgos (Bauer) und ergo (arbeiten).
In anderen Sprachen lautet der Name etwa Györgyi (ungarisch), Đurđa (kroatisch), Jiřina (tschechisch), Georgene/Georgia/Georgiana/Georgina (englisch), Georgette/Georgine (französisch), Georgia (griechisch), Gergana (bulgarisch), Giorgia (italienisch), Djuradja/Đurađa (serbisch).

## Namensträgerinnen

### Georgina
- Georgina Abela (* 1959), maltesische Sängerin und Komponistin
- Georgina Bardach (* 1983), argentinische Schwimmerin
- Georgina Beyer (1957–2023), neuseeländische Politikerin
- Georgina Bloomberg (* 1983), US-amerikanische Springreiterin
- Georgina Born (* 1955), britische Anthropologin, Hochschullehrerin und Musikerin
- Georgina Cates (* 1975), britische Schauspielerin
- Georgina Chapman (* 1976), britische Modedesignerin und Schauspielerin
- Georgina Dufoix (* 1942), französische Politikerin der Parti socialiste (PS)
- Georgina Evers-Swindell (* 1978), neuseeländische Ruderin
- Georgina Fleur (* 1990), deutsches Model und It-Girl
- Georgina Haig (* 1985), australische Schauspielerin
- Georgina Melissa Hathorn (* 1946), bekannt als Gina Hathorn, britische Skirennläuferin
- Georgina Kingsley, britisch-australische Singer-Songwriterin, bekannt als Georgi Kay
- Georgina Leahy (* 1987), britische Schauspielerin und Musikerin
- Georgina Leonidas (* 1990), britische Schauspielerin
- Georgina Masson (1912–1980), britische Autorin und Fotografin
- Georgina Parkes (* 1965), australische Schwimmerin
- Georgina Póta (* 1985), ungarische Tischtennisspielerin
- Georgina Rizk (* 1953), libanesisches Model
- Georgina Rodríguez (* 1994), argentinisch-spanisches Model
- Georgina Rono (* 1980), kenianische Marathonläuferin
- Georgina Spelvin (* 1936), US-amerikanische Pornodarstellerin
- Georgina Theodora Wood (* 1947), ghanaische Richterin
- Georgina Verbaan (* 1979), niederländische Schauspielerin und Sängerin
- Georgina Wheatcroft (* 1965), kanadische Curlerin
- Georgina von Wilczek (1921–1989), Fürstin von Liechtenstein

### Georgine
- Georgine Darcy (1931–2004), US-amerikanische Schauspielerin
- Georgine Galster (1841–1917), deutsche Theaterschauspielerin
- Georgine Gerhard (1886–1971), Schweizer Lehrerin und Frauenrechtlerin
- Georgine von Januschofsky (1849–1914), österreichisch-US-amerikanische Theaterschauspielerin und Opernsängerin (Sopran)
- Georgine Kellermann (* 1957), deutsche Journalistin
- Georgine von Milinkovic (1913–1986), deutsche Opernsängerin
- Georgine Schubert (1840–1878), deutsche Schauspielerin und Sängerin
- Georgine Schwartze (1854–1935), niederländische Bildhauerin
- Georgine Tangl (1893–1972), österreichische Historikerin